# Nocturnes, opus 27 de Chopin
Pour un article plus général, voir Nocturnes (Chopin).
Les Nocturnes, opus 27 sont deux pièces pour piano de Frédéric Chopin composées en 1835.
Troisième cycle de nocturnes du compositeur, ils sont dédiés à la comtesse d'Apponyi, femme de l'ambassadeur d'Autriche en France, et ont été publiés en 1836 à Leipzig, Londres et Paris chez Schlesinger.

## Nocturne Op. 27 n°1
Le nº 1 en ut dièse mineur est un larghetto à 

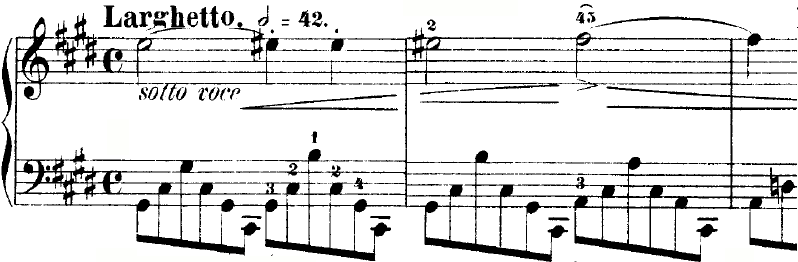
Premières mesures du Nocturne Op. 27 n°1.

.

## Nocturne Op. 27 n°2
Le nº 2 en ré bémol majeur un lento sostenuto à 

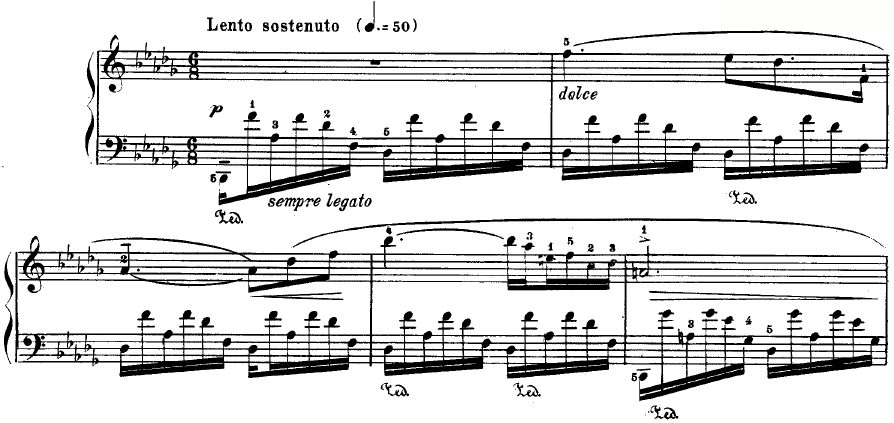
Premières mesures du Nocturne Op. 27 n°2.

.